# في ظل السرو
في ظل السرو (بالفارسية: در سایه‌ی سرو) هو فيلم رسوم متحركة قصير إيراني صدر عام 2023 من إخراج حسين مولايمي وشيرين سوهاني، وإنتاج استوديو بارفاك للرسوم المتحركة. تبلغ مدته 20 دقيقة ويتناول اضطراب ما بعد الصدمة، عُرض الفيلم لأول مرة في قسم أوريزونتي في مهرجان البندقية السينمائي عام 2023. وفاز بجائزة الأوسكار لأفضل فيلم رسوم متحركة قصير في حفل توزيع جوائز الأوسكار السابع والتسعون.

## القصة
قصة الفيلم بسيطة وخالية من الحوار، حول قبطان سابق يعاني من اضطراب ما بعد الصدمة يعيش مع ابنته في منزل ساحلي منعزل. في أحد الصباحات، يدمر الأب المنزل في نوبة غضب عنيف ويدفع ابنته إلى الأرض. تحزم ابنته حقيبتها وتستعد للمغادرة، وعند خروجها تشاهد حوتًا على الشاطئ بالقرب من منزلهم. يحاول الأب وابنته إنقاذ الحوت بسحبه إلى الماء بزورقهما الصغير، لكن المحاولات تفشل. يعود الأب محبطًا إلى سفينته المتهالكة الراسية بالقرب من الحوت. وعلى الرغم من حالة السفينة السيئة، إلا أنه يتمسك بذكرياتها. ومع ذلك، يعاني من ذكريات مؤلمة لحادث سابق، عندما تعرضت السفينة للقصف في البحر، مما أدى إلى وفاة زوجته عندما كانت ابنتهما لا تزال فتاة صغيرة.
تعتني الابنة بالحوت، وتغذيه بالماء وتحميه من أشعة الشمس الحارقة. عندما يحاول سرب من طيور النورس (التي تسببت في نوبة هلع للأب سابقًا) مهاجمة الحوت للتغذي عليه، يطاردهم الأب في البداية برصاصة من بندقيته، لكنه يحاول بعد ذلك إطلاق النار على الحوت وهو لا يزال في حالة من الغضب. تدفعه الابنة بعيدًا قبل أن يتمكن من القيام بذلك. تسقط الفتاة على الأرض، مدمرة بسبب الحوت. يهتز الأب عند رؤيتها، ويعود إلى السفينة.
في الصباح، تنظر الابنة من النافذة وتدرك أن والدها يغرق سفينته، ويربطها بذيل الحوت في محاولة أخيره لإنقاذه. تنجح الخطة، لكن الأب يكافح لتحرير الحوت من الحبل. تحاول الابنة الغوص وإنقاذه، لكنها لا تستطيع. وفي النهاية يطفو الأب على السطح، بعد أن حرر نفسه أخيرًا من القارب القديم، ويسبح الحوت المحرر بعيدًا في المحيط.

## الجوائز والترشيحات
| قائمة الجوائز والترشيحات | قائمة الجوائز والترشيحات                    | قائمة الجوائز والترشيحات                   | قائمة الجوائز والترشيحات | قائمة الجوائز والترشيحات | قائمة الجوائز والترشيحات |
| السنة                    | المهرجان                                    | الجائزة                                    | النتجة                   | مرجع                     |                          |
| ------------------------ | ------------------------------------------- | ------------------------------------------ | ------------------------ | ------------------------ | ------------------------ |
| 2023                     | الدورة 80 لمهرجان البندقية السينمائي        | جائزة آفاق البندقية لأفضل فيلم قصير        | رُشِّح                      | [ 4 ]                    |                          |
| 2024                     | مهرجان تريبيكا السينمائي                    | أفضل فيلم رسوم متحركة قصير                 | فوز                      | [ 6 ]                    |                          |
| 2024                     | مهرجان لوس أنجلوس الدولي للأفلام القصيرة    | أفضل رسوم متحركة                           | فوز                      | [ 7 ]                    |                          |
| 2024                     | مهرجان أنيمايو السينمائي الدولي             | جائزة لجنة التحكيم الكبرى لأفضل فيلم عالمي | فوز                      | [ 8 ]                    |                          |
| 2024                     | مهرجان سبارك للرسوم المتحركة                | الأفضل في العرض                            | فوز                      | [ 9 ]                    |                          |
| 2024                     | مهرجان ليبو السينمائي الدولي                | أفضل فيلم قصير (رسوم متحركة دولية)         | فوز                      | [ 10 ]                   |                          |
| 2024                     | مهرجان أنسي الدولي لأفلام الرسوم المتحركة   | جائزة كريستال لأفضل فيلم قصير              | رُشِّح                      | [ 11 ]                   |                          |
| 2024                     | مهرجان كليرمون فيران الدولي للأفلام القصيرة | جائزة كنال+                                | رُشِّح                      | [ 12 ]                   |                          |
| 2024                     | مهرجان ملبورن السينمائي الدولي              | جائزة مدينة ملبورن                         | رُشِّح                      | [ 13 ]                   |                          |
| 2024                     | جائزة آني                                   | أفضل موضوع قصير                            | رُشِّح                      | [ 14 ]                   |                          |
| 2024                     | مهرجان غيرونا السينمائي                     | أفضل قصة رومانسية                          | فوز                      |                          |                          |
| 2025                     | جوائز الأوسكار                              | أفضل فيلم رسوم متحركة قصير                 | فوز                      | [ 15 ] [ 16 ]            |                          |

## روابط خارجية
- في ظل السرو على موقع IMDb (الإنجليزية)
- في ظل السرو على موقع روتن توميتوز (الإنجليزية)
- في ظل السرو على موقع قاعدة بيانات الفيلم (الإنجليزية)
- في ظل السرو على موقع ليتربوكسد (الإنجليزية)